# مایکل فاف
مایکل فاف (به انگلیسی: Michael Pfaff) (متولد ۱۷ مِی ۱۹۸۰) که با نام Tortilla Man شناخته می‌شود، یک موسیقی‌دان آمریکایی است که بیشتر به عنوان یکی از نوازندگان فعلیِ پرکاشن در گروه هوی متال اسلیپ نات شناخته می‌شود. او همچنین عضو یک گروه آلترناتیو راک با نام درتی لیتل ربیتس هم هست.